# Trần Đình Sơn
Trần Đình Sơn (* 1. Dezember 1997) ist ein vietnamesischer Sprinter, der sich auf den 400-Meter-Lauf spezialisiert hat.

## Sportliche Laufbahn
Erste internationale Erfahrungen sammelte Trần Đình Sơn im Jahr 2016, als er bei den Juniorenasienmeisterschaften in der Ho-Chi-Minh-Stadt im 400-Meter-Lauf bis in das Halbfinale gelangte und dort mit 49,66 s ausschied, während er im 400-Meter-Hürdenlauf mit 54,67 s in der ersten Runde scheiterte. Im Jahr darauf gewann er bei den Südostasienspielen in Kuala Lumpur mit der vietnamesischen 4-mal-400-Meter-Staffel mit neuem Landesrekord von 3:07,40 min die Silbermedaille hinter Thailand. 2018 nahm er erstmals an den Asienspielen in Jakarta teil und schied dort über 400 Meter mit 46,96 s im Halbfinale aus. Zudem erreichte er in der gemischten 4-mal-400-Meter-Staffel in 3:23,59 min Rang fünf. 2019 gewann er bei den Südostasienspielen in Capas in 46,68 s die Silbermedaille hinter seinem Landsmann Trần Nhật Hoàng und siegte sowohl in der 4-mal-400-Meter-Staffel in 3:08,07 min, wie auch in der gemischten Staffel mit 3:19,50 min. 2022 gewann er dann bei den Südostasienspielen in Hanoi in 3:19,37 min die Silbermedaille in der Mixed-Staffel hinter dem Team aus Thailand und auch mit der Männerstaffel gewann er die Silbermedaille hinter Thailand. Die Medaille in der Mixed-Staffel verlor er nachträglich aufgrund der Doping-Disqualifikation seiner Landsfrau Quách Thị Lan und jene der Männerstaffel wegen des Dopingverstoßes von Lê Ngọc Phúc. Im Jahr darauf wurde er bei den Südostasienspielen in Phnom Penh in 61,20 s Achter im Einzelbewerb und gelangte mit der Männerstaffel mit 3:09,65 min auf Rang vier. Zudem siegte er in 3:21,27 min in der Mixed-Staffel. Anschließend kam er bei den Asienmeisterschaften in Bangkok mit 47,85 s nicht über den Vorlauf im Einzelbewerb hinaus und wurde in der Mixed-Staffel in 3:20,72 min Vierter.
2019 wurde Hoàng vietnamesischer Meister im 400-Meter-Lauf sowie 2020 und 2021 in der 4-mal-400-Meter-Staffel.

## Persönliche Bestleistungen
- 400 Meter: 46,47 s, 16. September 2019 in der Ho-Chi-Minh-Stadt